# Graaf der Saksen

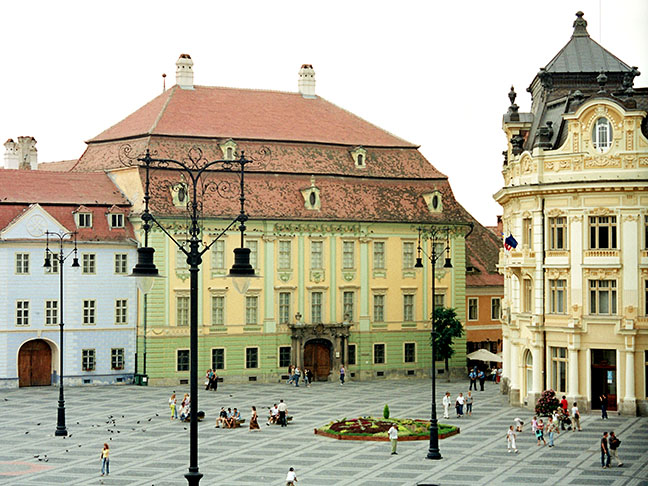
De Grote Markt met Paleis Brukenthal in Hermannstadt

De graaf der Saksen (Latijn: comes Saxonum, Hongaars: szebeni ispán), ook wel graaf van Hermannstadt, was in de 13e en vroege 14e eeuw het bestuurlijke hoofd van de Zevenburger Saksen, die in de brede omgeving rond Hermannstadt (Hongaars: Nagyszeben) woonden, de Königsboden of Királyföld. Deze graven waren ambtenaren, aangesteld en ontslagen door de koning van Hongarije.
De drager van dit ambt was tevens voorzitter van de Saksische Natie-universiteit in Zevenburgen en koninklijk rechter van Hermannstadt. Aanvankelijk werd de graaf der Saksen aangesteld door de koning van Hongarije, maar sinds koning Matthias Corvinus werd de graaf door de Saksen zelf gekozen.
Bij de administratieve vereenvoudiging van Hongarije in 1876 verdwenen de stoelen van de Saksen en Szeklers in Zevenburgen om plaats te maken voor uniforme comitaten. De graaf der Saksen werd na deze hervorming de oppergespan van het nieuw gevormde comitaat Szeben.